# بیماری ذخیره چربی خنثی
بیماری ذخیره چربی خنثی (انگلیسی: Neutral lipid storage disease) یا سندرم چانارین-دورفمن یک بیماری اتوزومال غالب است که مشخصه‌اش تجمع تری‌گلیسرید در سیتوپلاسم گلبول‌های سفید، بافت ماهیچه‌ای، کبد، فیبروبلاست‌ها و سایر بافت‌هاست.: 502 : 564 
این بیماری دو نوع مختلف دارد:
- بیماری ذخیره چربی خنثی - کاردیومیوپاتیک (NLSD-M): مشکل اصلی، قلبی (کاردیومیوپاتی) است.
- بیماری ذخیره چربی خنثی ـ ایکتیوتیک (NLSD-I): مشکل اصلی، پوستی (ایکتیوز) است.

در نوع پوستی این بیماری اختلال در آنزیم ABHD5 و در نوع قلبی آن اختلال در آنزیم ATGL وجود دارد.
این بیماری نخستین بار توسط یک کارشناس پزشکی و جراحی به نام «موریس ال. دورفمن» (۱۹۷۴) و یک متخصص خون‌شناسی به نام «ایزرائیل چانارین» (۱۹۷۵) گزارش و توصیف شد.